# Daretorps socken
Daretorps socken i Västergötland ingick i Vartofta härad, ingår sedan 1974 i Tidaholms kommun och motsvarar från 2016 Daretorps distrikt.
Socknens areal är 85,73 kvadratkilometer varav 82,94 land. År 2000 fanns här 550 invånare. Kyrkbyn Daretorp med sockenkyrkan Daretorps kyrka ligger i socknen.

## Administrativ historik
Socknen har medeltida ursprung. 1626 utbröts Brandstorps socken.
Vid kommunreformen 1862 övergick socknens ansvar för de kyrkliga frågorna till Daretorps församling och för de borgerliga frågorna bildades Daretorps landskommun. Landskommunen uppgick 1952 i Hökensås landskommun som 1974 uppgick i Tidaholms kommun. Församlingen uppgick 2010 i Hökensås församling.
1 januari 2016 inrättades distriktet Daretorp, med samma omfattning som församlingen hade 1999/2000.  
Socknen har tillhört län, fögderier, tingslag och domsagor enligt vad som beskrivs i artikeln Vartofta härad. De indelta soldaterna tillhörde Skaraborgs regemente Kåkinds kompani.

## Geografi
Daretorps socken ligger sydost om Tidaholm med Hökensås i öster. Socknen är en mossrik skogsbygd med viss odlingsbygd i nordväst.

## Fornlämningar
Från järnåldern finns gravar.

## Namnet
Namnet skrevs 1350 Darrathorp och kommer från kyrkbyn. Namnet innehåller namnsnamnet Darre och torp, 'nybygge'.